# Chaux-lès-Clerval
Chaux-lès-Clerval – miejscowość i dawna gmina we Francji, w regionie Burgundia-Franche-Comté, w departamencie Doubs. W 2013 roku populacja ówczesnej gminy wynosiła 179 mieszkańców. 
Dnia 1 stycznia 2019 roku połączono dwie wcześniejsze gminy: Pays-de-Clerval oraz Chaux-lès-Clerval. Siedzibą gminy została miejscowość Clerval, a nowa gmina przyjęła nazwę Pays-de-Clerval. 